# IoBridge

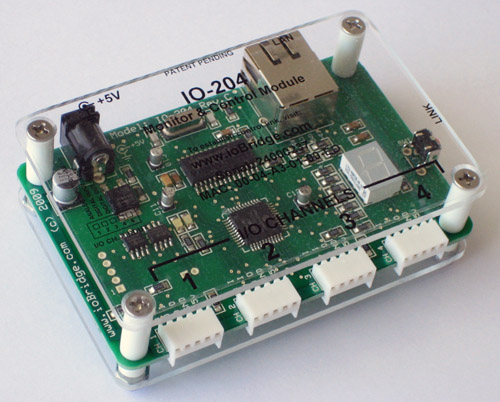
ioBridge IO-204

ioBridge es un fabricante de hardware a través de Internet de monitoreo y control y un proveedor de folksonomías de la  Web social 2.0 transparentemente integradas en la nube y servicios web API en línea, utilizando WebSocket, JSON y una serie de otras tecnologías relacionadas.
En diciembre de 2008, ioBridge lanzó el Módulo de Monitoreo y Control IO-204 y la plataforma de servicios web para conectar  proyectos de electrónica en línea, tales como un dispensador de comida para perros controlado por ì-Phone y una tostadora que podía publicar en Twitter.
En 2009, ReadWriteWeb eligió el módulo IO-204 como uno de los "Artículos Top 10 de Internet de las Cosas de 2009",  y Ben Arnold de la Consumer Electronics Association (CEA) exploró las posibilidades de utilizar el IO-204 la automatización del hogar consciente de las redes sociales, en el artículo "El creciente ecosistema del hogar conectado".
Han aparecido proyectos de usuario utilizando el módulo ioBridge y servicios web en los blogs de tecnología más populares, como Engadget y Hack a Day.